# Municipio de Hazel Grove
El municipio de Hazel Grove (en inglés: Hazel Grove Township) es un municipio ubicado en el condado de Burleigh en el estado estadounidense de Dakota del Norte. En el año 2010 tenía una población de 15 habitantes y una densidad poblacional de 0,17 personas por km².

## Geografía
El municipio de Hazel Grove se encuentra ubicado en las coordenadas 47°17′46″N 100°10′31″O / 47.29611, -100.17528. Según la Oficina del Censo de los Estados Unidos, el municipio tiene una superficie total de 90.52 km², de la cual 88,39 km² corresponden a tierra firme y (2,35 %) 2,13 km² es agua.

## Demografía
Según el censo de 2010, había 15 personas residiendo en el municipio de Hazel Grove. La densidad de población era de 0,17 hab./km². De los 15 habitantes, el municipio de Hazel Grove estaba compuesto por el 100 % blancos. Del total de la población el 0 % eran hispanos o latinos de cualquier raza.